# Andreas Gerth

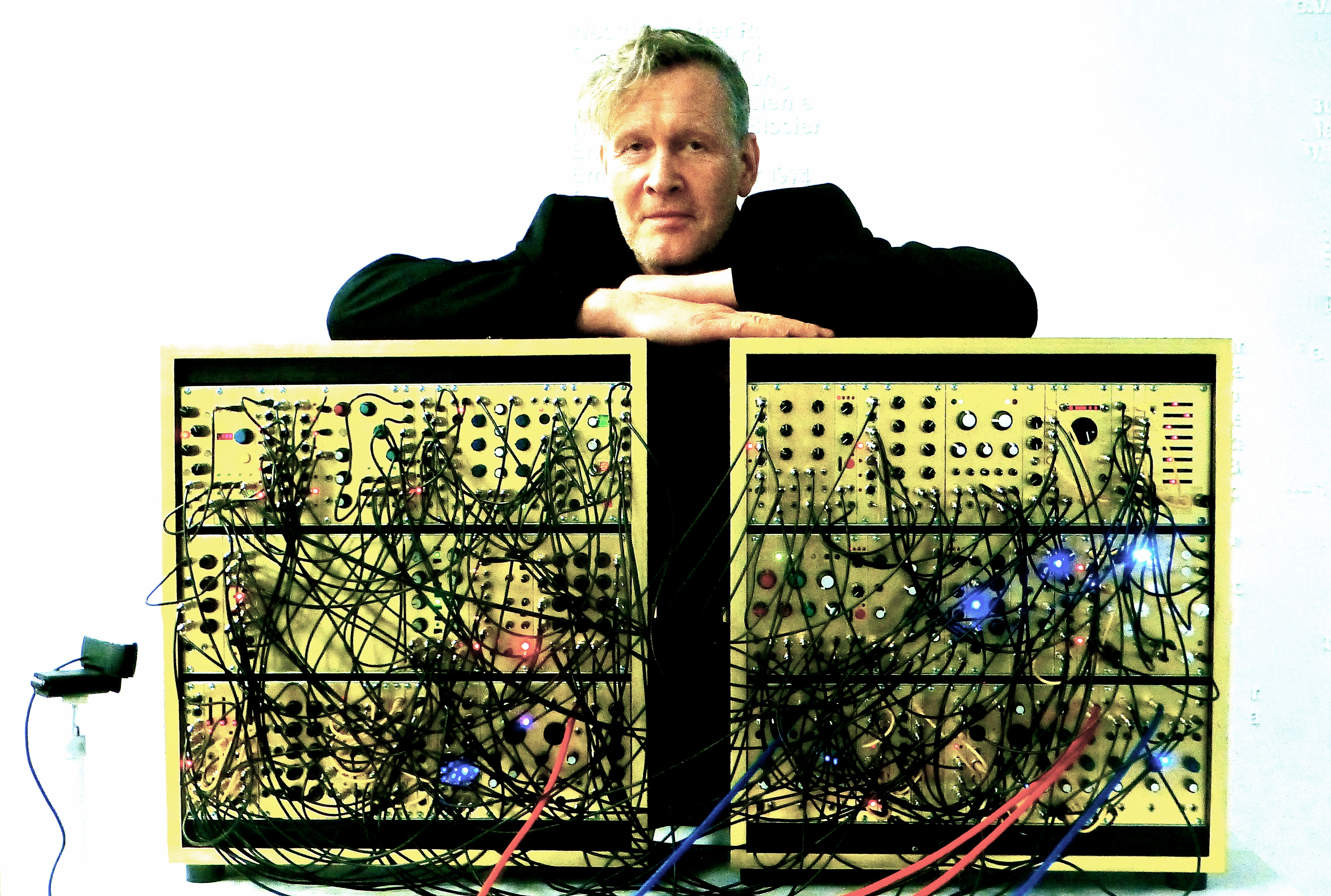
Andreas Gerth, 2016, mit der Goldenen Kompositionsmaschine, die für das Hörspiel „Unendliches Spiel“ über 8000 Stunden Musik generierte.

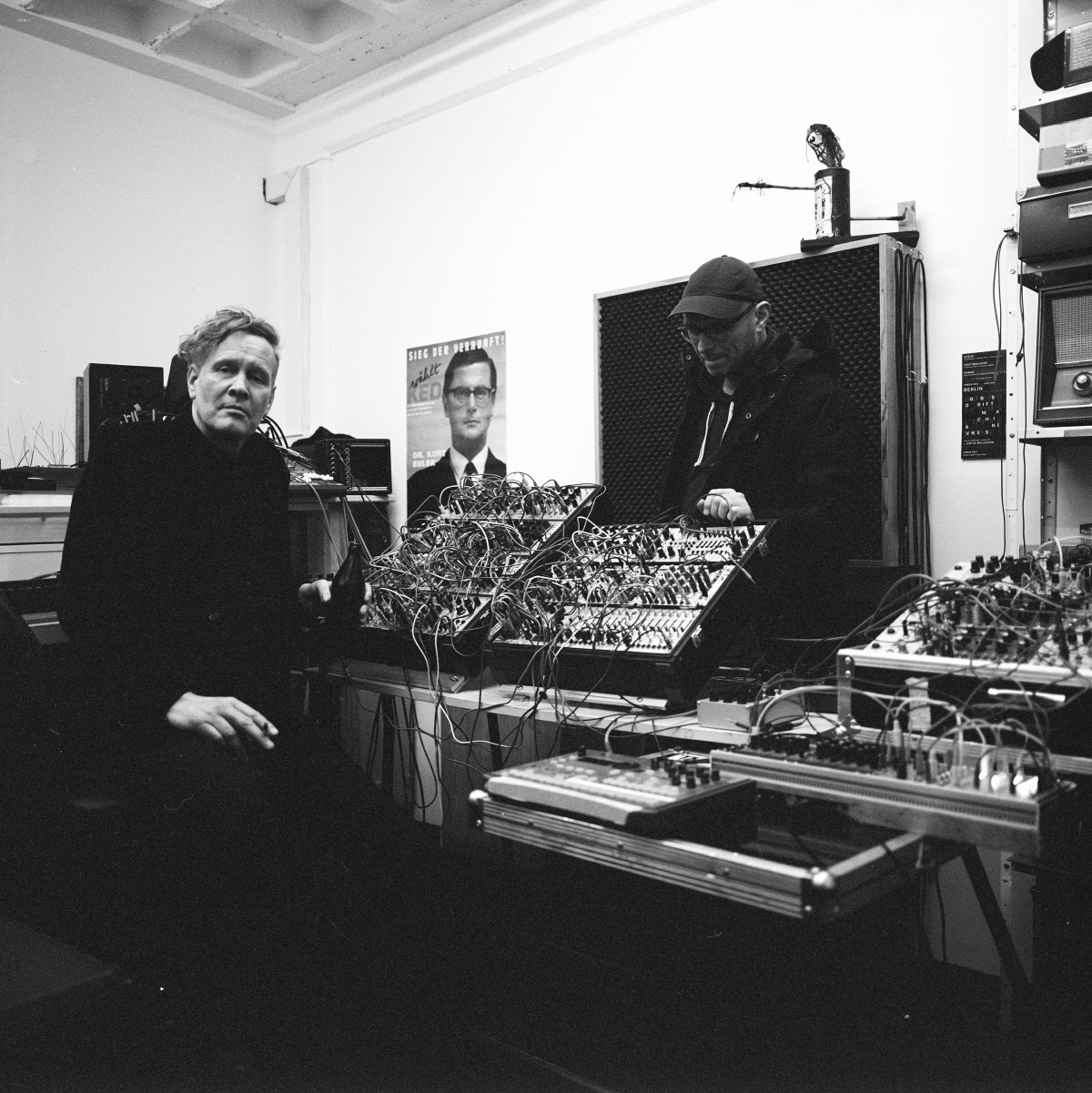
Driftmachine: Andreas Gerth und Florian Zimmer

Andreas Gerth (auch bekannt als loopspool und schege; * 1958 in Leipzig) ist ein deutscher Musiker, Komponist und bildender Künstler. Seine musikalischen Produktionen fallen in die Bereiche Electronica, Dub, Jazz und experimentelle Elektronik. Als Grafiker hat er zahlreicher Albumcover u. a. für die Bands The Notwist, Tied & Tickled Trio, Potawatomi und für das Münchener Trikont-Label gestaltet. Er lebt und arbeitet in Berlin.

## Biografie
Andreas Gerth wuchs in Leipzig und in Rostock auf und übersiedelte 1976 aus der DDR in die Bundesrepublik. Von 1987–92 studierte er Bildhauerei und Freie Kunst an der Akademie der Bildenden Künste in München bei Eduardo Paolozzi. 1992 stieß er zur Weilheimer Musikszene und gründete die Band Ogonjok. Sein Interesse für elektronische Klangerzeugung und Dub führte 1996 zur Gründung des Tied & Tickled Trios mit Markus und Micha Acher (The Notwist), dem Saxophonisten Johannes Enders und dem Schlagzeuger Christoph Brandner. Andreas Gerth verkörpert hier die elektronische Seite, welche die Orientierung der Band am Jazz der 60er und 70er Jahre kontrastiert.
Ab 1996 folgten Soloveröffentlichungen, Remixe und Produktionen für die Abteilung Hörspiel und Medienkunst des Bayerischen Rundfunks unter dem Namen „loopspool“. Außerdem arbeitete Gerth mit verschiedenen Musikern und Künstlern zusammen. Dazu gehören u. a. Ted Milton (Blurt), mit dem er von 1999–2002 in einem Dub Elektronic/Spoken Word Duo zusammenspielte, der Hörspielautor Andreas Ammer, für dessen „Sprechoper für Karl Valentin“ er die Elektronik einspielte, Martin Gretschmann (Console), mit dem er mehrere Elektronik-Stücke veröffentlichte oder der Musiker Sam Shackleton, mit dem er das einleitende Stück „part 1“ für das Album „Music for the Quiet Hour“ komponierte.
Seit 2013 veröffentlicht Andreas Gerth Musik für Modularsysteme u. a. in dem Projekt Driftmachine, zusammen mit dem Musiker Florian Zimmer (Saroos). Sein Interesse an selbstgenerierenden Patches zeigte sich zuerst in der Soundinstallation „Äther Akustik“ (2014/15) und auf dem Album „Eis Heauton“ (2015). 2016 baute er mit Martin Gretschmann die goldene Kompositionsmaschine als soundgenerierendes Modularsystem für das interaktive Hörspiel „Unendliches Spiel“, nach David Foster Wallace’ Roman „Unendlicher Spaß“ in Zusammenarbeit mit Andreas Ammer und dem WDR. Diese Maschine kam 2019 noch einmal in der Soundinstallation „Electroaccoustic Spaceways“, eine Hommage an Sun Ra, im Rahmen der Ausstellung „Space is the Place“ im Künstlerhaus Bethanien, Berlin, zum Einsatz.
Ebenfalls mit Andreas Ammer und Acid Pauli sowie mit Florian Zimmer produzierte er im April 2020 die Musik für das 16-stündige Schwarm-Hörspiel Zusammen Walden nach Henry Thoreau für den WDR.
2021/2023 erschienen zwei Doppelalben in Zusammenarbeit mit dem Musiker Carl Oesterhelt: „The Aporias of Futurism“ und „Music for unknown Rituals“.
2024 mit Florian Zimmer (Driftmachine), Anton Kaun (Rumpeln) Musik für das Live-Hörspiel „Radiologie – Entzauberung auf dem Sender“, eine Hommage an Hans Flesch und 100 Jahre Hörspiel im deutschen Rundfunk für das 15. Hörspielfestival Berlin und den Deutschlandfunk mit Texten von Andreas Ammer.

## Diskografie (Auswahl)
Ogonjok
- s/t (1995, Hausmusik)
- Orgon (mit Micha Acher auf „The Day My Favourite Insect Died“, 1995, Kollaps)
- Ogonjok 10" (1996, Hausmusik)

Tied & Tickled Trio
- s/t (1998, Morr Music)
- EA1 EA2 (1999, Morr Music)
- Curry Park (1999, Domino Records)
- EA1 EA2 RMX (2000, Morr Music)
- Electric Avenue Tapes (2001, Clearspot)
- Observing Systems (2003, Morr Music)
- A.R.C. (2006, Morr Music)
- Aelita (2008, Morr Music)
- La Place Demon (2011, Morr Music)

Ted Milton + Loopspool
- Oh Pity Us! (1999, Hausmusik)
- Sublime (2000, Charhizma/Hausmusik)

Andreas Gerth / Loopspool
- Midfoot Moderator (auf „Do you think that I'll be different when you're through?“, 2001, Hausmusik)
- Rot (auf „Günther Koch Revisited“ 2001, Intermedium Records)
- Different Cars And Trains, Loopspool Version (auf The Notwist „Different Cars And Trains“, 2002, Domino Records)
- Wohnzimmer (auf „one word one sound“ 2002, Intermedium Records)
- Moontrain (auf ISO68 „Here / There Played By“, 2003, Hausmusik)
- Standing in the Rain, The first Good Bye, Good Bye Dub, Rain Reprise (auf „wake up. re:lax“ 2003, Intermedium Records)
- Horch, was kommt von draußen rein (auf „Heinz K. aus H.“ 2005, Bodensatz)
- Die Euphemistische Tretmühle (mit Console, auf „You can't always listen to Hausmusic“ 2006, Hausmusik)
- Graindead (mit Console, auf „You can't always listen to Hausmusic“ 2006, Hausmusik)
- Can't Beat Blimm (mit Ted Milton, auf „You can't always listen to Hausmusik“ 2006, Hausmusik)
- Beschleunigter Zerfall. Piano Destruction Concert 1966. Remix (2008, Intermedium Records)
- Der Wirbel der Geschichte reißt uns mit sich fort… Musik für die Installation „Denkmal FR II“ von Moritz Götze (2009, Hasenverlag)
- Music For The Quiet Hour, part 1 (2012, Woe To The Septic Heart)
- Das Sichelein, Vertonung aus „Des Knaben Wunderhorn“ für die gleichnamige Ausstellung des Künstlers Moritz Götze, Kunstsammlung Jena, 2015

Driftmachine
- Nocturnes (2014, Umor Rex)
- Eis Heauton (2015, Umor Rex)
- Eis Heauton (2016, Hallow Ground)
- Colliding Contours (2016, Umor Rex)
- Shunter (2018, Umor Rex)
- Driftmachine plays Marien van Oers (2019, Ongehoord)
- Spume & Recollection (2021, Umor Rex)
- The Encyclopedia of Civilizations Vol. 5: Babylon (2023, Abstrakce Records)
- Sonic Behaviour (2024, Umor Rex)

Andreas Gerth / Carl Oesterhelt
- The Aporias of Futurism (2021, Umor Rex)
- Music for Unknown Rituals (2023, Umor Rex)

## Ausstellungen
- 2009 „Der Wirbel der Geschichte reißt uns mit sich fort“, Soundinstallation für „Denkmal Friedrich II.“ des Künstlers Moritz Götze
- 2014 und 2015 „Äther Akustik“, Soundinstallation für die Ausstellung „Das Mechanische Corps. Auf den Spuren von Jules Verne“, kuratiert von Peter Lang und Christoph Tannert, Künstlerhaus Bethanien, Berlin und Hartware Medienkunstverein, Dortmund
- 2016 Kompositionsmaschine für „Unendliches Spiel“, Hörspiel nach David Foster Wallace’ Roman „Unendlicher Spaß“ in Zusammenarbeit mit Andreas Ammer, Martin Gretschmann und dem WDR, im Foyer des Museums K20 in Düsseldorf
- 2018 „Die Überzeugung als Gefängnis“, Hörstück für das Nietzsche-Zentrum Naumburg im Rahmen einer Ausstellung des Künstlers Moritz Götze
- 2019 „Scapa Flow“, Soundinstallation im Rahmen einer Ausstellung des Künstlers Moritz Götze, anlässlich des 100. Jahrestages der Selbstversenkung der Wilhelminischen Flotte. Marinemuseum Wilhelmshaven
- 2019 „Electroaccoustic Spaceways“, Soundinstallation im Rahmen der Ausstellung „Space is the Place“ im Künstlerhaus Bethanien, Berlin, zusammen mit Andreas Ammer und Martin Gretschmann (Acid Pauli).

## Auszeichnungen
- 2015 Bayerischer Staatspreis für Musik, mit Tied & Tickled Trio